# 鎌田悟
鎌田 悟（かまだ さとる、1984年1月11日 - ）は、岩手県花巻市出身の元オートバイレーサー。2007年より全日本ロードレース選手権に参戦、チームENDURANCE所属。

## 略歴
- 2006年 - チーム名「桶川スポーツランド+OSL SC」で筑波選手権GP125クラスに参戦。国際ライセンスに昇格。
- 2007年 - 全日本ロードレース選手権・GP125クラスに参戦。
- 2008年 - チームをENDURANCEへ移籍。チーム名を「ENDURANCE+桶川スポーツランド」とし引き続き全日本に参戦。最高位7位、シリーズランキング16位でシーズンを終える。
- 2009年 - 全日本GP125クラスに参戦。4月には MotoGP世界選手権・日本グランプリにも特別出場を果たす。
- 2010年 - 全日本参戦。
- 2014年 - 11月11日、自身のブログにてロードレース参戦を引退することを表明。